# NGC 5993
NGC 5993 је спирална галаксија у сазвежђу Волар која се налази на NGC листи објеката дубоког неба.
Деклинација објекта је + 41° 7' 15" а ректасцензија 15h 44m 27,6s. Привидна величина (магнитуда) објекта NGC 5993 износи 13,2 а фотографска магнитуда 14,0. NGC 5993 је још познат и под ознакама UGC 10007, MCG 7-32-50, CGCG 222-48, KCPG 471B, IRAS 15426+4116, PGC 55918.